# Dolichopus pectinitarsis
Dolichopus pectinitarsis är en tvåvingeart som beskrevs av Christian Stenhammar 1851. Dolichopus pectinitarsis ingår i släktet Dolichopus och familjen styltflugor. Arten är reproducerande i Sverige. Inga underarter finns listade i Catalogue of Life.